# 圣雷蒙多-达斯曼加贝拉斯
圣雷蒙多-达斯曼加贝拉斯是巴西马拉尼昂州的一个市镇。总面积3521.74平方公里，总人口15906人，人口密度4.5人/平方公里。